# هان زيدونغ
هان زيدونغ (بالصينية: 韩志东) (من مواليد 29 يوليو 1977) هو لاعب كرة الماء من الصين.
شارك في دورة الألعاب الآسيوية 2006 في الدوحة بقطر.

## انهيار المنافسة
في دورة الألعاب الآسيوية في ديسمبر 2006 تم نقله إلى المستشفى بعد أن انهار بجانب حوض السباحة خلال مواجهة بين فريقه. كان قد خرج لتوه من الماء عندما انهار على مقعد الفريق وبعد ذلك تم نقله إلى المركز الرياضي بقرية الرياضيين. حدث هذا الحادث مع التعادل 10-10 من اللعبة.

## روابط خارجية
- هان زيدونغ على موقع الاتحاد الدولي للسباحة (الإنجليزية)
- هان زيدونغ على موقع أوليمبيديا (الإنجليزية)